# Rovný apoštolům

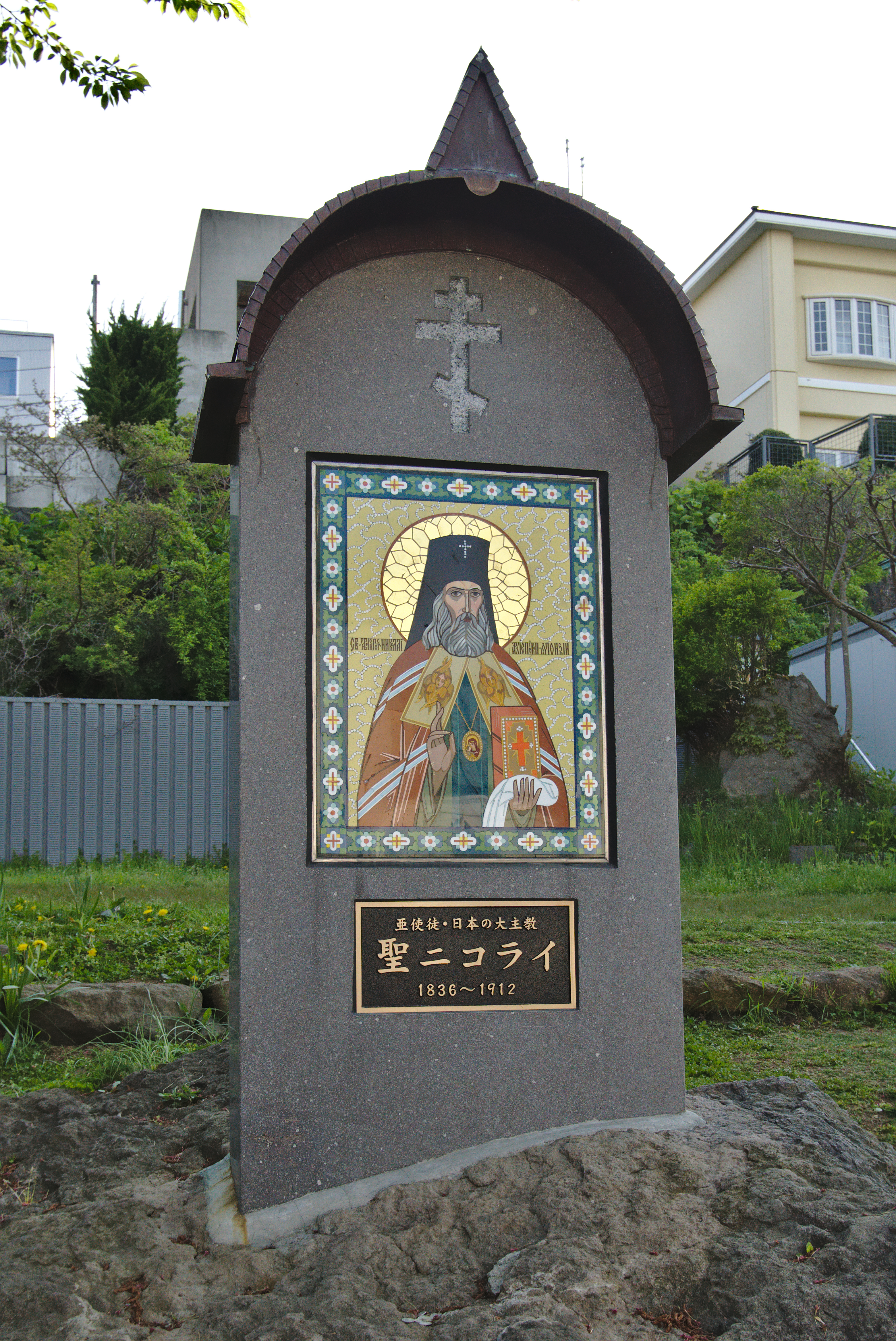
Pomník v Japonsku s ikonou sv. Mikuláše Japonského apoštolům rovného

Rovný apoštolům (nebo apoštolům rovný) je zvláštní titul daný některým svatým v pravoslavných církvích a v byzantském katolicismu. V západním křesťanství není obdoba titulu ustálena.

## Charakteristika
Titul je udělen jako uznání vynikající služby těchto světců při šíření křesťanství, srovnatelné s původními apoštoly.

## Významní rovní apoštolům
(seznam není úplný)
- Máří Magdalena
- Samařská žena u studny
- Svatá Tekla
- Abercius Hierapoliský
- Svatá Helena
- císař Konstantin I.
- Nina Gruzínská
- Mirvan III. z Ibérie
- Patrik Irský
- Fotios I. Konstantinopolský
- Cyril a Metoděj
- Boris I. Bulharský
- Olga Kyjevská
- Vladimír I.
- Štěpán I. Uherský
- Sáva Srbský
- Kosma Aitolský
- Innocent z Moskvy
- Mikuláš Japonský